# Iuliana Nucu
Iuliana Nucu est une joueuse roumaine de volley-ball née le 4 octobre 1980 à Constanța. Elle mesure 1,85 m et joue centrale. Elle totalise 100 sélections en équipe de Roumanie.

## Clubs
| Club                  | Pays     | De           | À          |
| --------------------- | -------- | ------------ | ---------- |
| Tomis Constanța       | Roumanie | 1996-1997    | 1998-1999  |
| CSU Metal Galați      | Roumanie | 1999-2000    | 2002-2003  |
| Asystel Volley Novara | Italie   | 2003-2004    | 2005-2006  |
| Sassuolo Volley       | Italie   | 2006-2007    | 2008-2009  |
| Tiboni Urbino         | Italie   | 2009-2010    | 2009-2010  |
| Volley Bergame        | Italie   | 2010-2011    | 2011-2012  |
| Crema Volley          | Italie   | 2012-2013    | 2012-2013  |
| Dinamo Bucarest       | Roumanie | janvier 2013 | avril 2013 |

## Palmarès
- Coupe de la CEV
  - Vainqueur : 2006.
- Supercoupe d'Italie
  - Vainqueur : 2003, 2005, 2011.
- Coupe d'Italie
  - Vainqueur : 2004.
- Championnat d'Italie
  - Vainqueur : 2011.